# Rozkulbaczcie, chłopcy, konie...
Rozkulbaczcie, chłopcy, konie... (ukr. Розпрягайте, хлопці, коні...) – ukraińska pieśń ludowa. Jest znana w zapisach folklorystów od XIX wieku.

## Historia
W XX wieku pieśń nagrał i zredagował folklorysta i dyrygent chóru Dmytro Bałatski. W 1935 została wydana na płycie gramofonowej przez Państwową Kapelę Chóralną „Trembita" pod dyrekcją Nestora Horodowenko. W 1935 wykonał ją Chór Armii Czerwonej pod dyrekcją Aleksandra Wasiljewicza Aleksandrowa.
Według ukraińskiego folklorysty Leonida Kaufmana pieśń ludową napisał Dmytro Bałatski w 1918. Teorię tę obalił Andrii Kinko, dowodząc, że pieśń była znana w zapisach folklorystów już w XIX wieku. Lokalny historyk Wiktor Jałanski w książce Nestor i Hałyna , wydanej w 1999, przytacza przypuszczenie żony Nestora Machny, Hałyny Kuźmenko, że autorem tego dzieła jest Iwan Nehrebecki, nauczyciel machnowiec z Połtawy. Z tego powodu pieśń określana jest niekiedy Marszem Machny (ukr. Марш Махна).
Pieśń w Związku Radzieckim stała się szerzej znana po premierze filmu Górą dziewczęta, w którym użyto jej w jednej ze scen.